# Франсіс Куркджан
Франсіс Куркджан (14 травня 1969) — французький парфумер та бізнесмен вірменського походження. 

## Життєпис
Франсіс Куркджан народився в Парижі, Франція 14 травня 1969 року у вірменській сім'ї. Будучи схильним до музики та танців в молодому віці, хотів стати балетним танцюристом. Однак він не пройшов конкурс на навчання в паризькій оперній школі танцю в 1983 році. Куркджан маючи інтерес до парфумів, у 1985 році вирішив стати парфумером. У 1990 році він вступив до Institut Supérieur International Du Parfum, De La Cosmétique Eth de L'Aromatique Alimentaire (Isipca) — парфумерної школи, розташованої в Версалі, Франція. Він закінчив її у 1993 році та приєднався до компанії Quest International у Парижі того ж року. Куркджан продовжив навчання і отримав ступінь магістра у Паризькому інституті люксового маркетингу.
У 1995 році у віці двадцяти шести років Куркджан створив Le Male для Жана-Поля Готьє, одного з найбільш продаваних у світі парфумерії. Це стало першим успіхом Куркджfна в парфумерії. Далі він створив більше 40 парфумів для основних дизайнерів та будинків. Крім продажу своїх ароматів для великих модних дизайнерів та будинків на початку своєї кар'єри, Куркджан відтворював улюблені парфуми Марії-Антуанетти, повертаючись в часі до початку 17 століття і початків парфумерії.
У 2006 році Куркджан перевипустив Papier d'Arménie на честь року Вірменії у Франції. Papier D'Arménie — це тип вірменського паперу, виробленого у Франції, який є продуктом дезодорування приміщення та продається у вигляді буклетів з дванадцяти листів паперу, кожен з яких нарізаний на три частини.
У 2009 році він став співзасновником власного дому Maison Francis в співпраці з Марком Шая. Maison Francis тепер є великим гравцем в люксовому сегменті.

## Нагороди
- Переможець François Coty Perfumer (жовтень 2001 р.)
- Найкращий парфумер 2008 року за версією Cosmetique Magazine's
- Премія WWD Beauty Biz
- Прорив року у сфері ароматів (2009)
- Найкращий нішевий парфюм для Aqua Universalis за версіє. Cosmetique Magazine's (червень 2010 р.).